# Bethany Joy Lenz
Bethany Joy Lenz, tidigare känd som Bethany Joy Galeotti, född 2 april 1981 i Hollywood i Florida, är en amerikansk skådespelare, sångerska, låtskrivare och filmskapare.
Lenz fick sitt genombrott i såpan The Guiding Light som Michelle Bauer, men har även medverkat i ett avsnitt av Förhäxad. År 2003 fick hon rollen som Haley James i dramaserien One Tree Hill, där hon spelar mot bland andra Chad Michael Murray, Sophia Bush och James Lafferty. Hon har spelat i Bring It On Again där hon spelar Marni. 
Bethany Joy Lenz är även singer/songwriter, och utgör tillsammans med Amber Sweeney gruppen Everly. År 2002 släppte Lenz demon Preincarnate. Hon gjorde ytterligare en skiva år 2006 med bolaget Epic Records, men de bestämde sig för att inte ge ut hennes skiva. Några av hennes låtar som har varit med i One Tree Hill är: Halo, Let me fall, Feel this och Elsewhere.
På nyårsafton 2005 gifte hon sig med Michael Galeotti från bandet Enation. Den 23 februari 2011 tillkännagav Bethany via sin blogg att paret fått en dotter. Dottern fick namnet Maria. Via sin blogg tillkännagav Bethany den 19 mars 2012 att hon och maken Michael Galeotti ska skiljas. Efter skilsmässan bytte stjärnan tillbaka till sitt födelsenamn, Lenz. 

## Filmografi

### Television

#### Huvudroller
- Guiding Light - Michelle Bauer Santos (1998–2000)
- Mary and Rhoda - Rose Cronin (2000)
- Burning Down The House (pilotavsnitt)
- 1972 - Jess (pilotavsnitt)
- Destiny (pilotavsnitt)
- One Tree Hill - Haley James Scott (2003–2012)

#### Gästroller
- Guiding Light - Reva Shayne (1998)
- Off Centre - Heather (2001)
- Förhäxad - Lady Julia (2001)
- Felicity - Gretchen (2001)
- The Lagacy - Jess (2002)
- Maybe It's Me - The Salesgirl (2002)
- The Guardian - Claire Stasiak (2003)
- Dexter - Cassie Jollenston (2013)

### Scen
- Foxy Ladies Love/Boogie 70's Explosion

### Filmer
- Psalty: Kids' Praise! 10: Salvation Celebration
- Thinner - Linda Halleck (1996)
- I Love You, I Love You Not
- The End of August - August Wells (2000)
- Bring It On Again - Marni Potts (2004)

### Dubbning
- Undercover Brother i Ebony & Ivory, duett tillsammans med Eddie Griffin

### Musikvideor
- When the Lights Go Out - Five (1998)
- When the Stars Go Blue - Bethany Joy Lenz och Tyler Hilton (2005)
- Songs In My Pockets - Bethany Joy (2005)

## Priser
| År   | Award                    | Kategori                                                                     | Resultat  | Övrigt        |
| ---- | ------------------------ | ---------------------------------------------------------------------------- | --------- | ------------- |
| 1998 | SOW Year In Review       | "Best Recycling of An Actress": Michelle Bauer Santos                        | Vann      | Guiding Light |
| 1998 | SOW Year In Review       | "Find of The Year": Reva Shayne                                              | Vann      | Guiding Light |
| 1999 | Soap Suds Awards         | "Favorite Newcomer - Female" för: Michelle Bauer Santos                      | Vann      | Guiding Light |
| 2000 | Soap Opera Digest Awards | "Favorite Couple" för: "The Guiding Light" (Delad med: Paul Anthony Stewart) | Nominerad | Guiding Light |
| 2004 | Teen Choice Awards       | "Choice Breakout TV Star - Female" för: "One Tree Hill" (2003)               | Nominerad | One Tree Hill |
| 2004 | Teen Choice Awards       | "Choice Fresh Face - Female" för: "One Tree Hill" (2003)                     | Nominerad | One Tree Hill |
| 2004 | Teen Choice Awards       | "Choice TV Sidekick" för: "One Tree Hill" (2003)                             | Nominerad | One Tree Hill |
| 2007 | Santa Cruz Film Festival | "Best Soundtrack" för Ten Inch Hero (2007)                                   | Vann      | Ten Inch Hero |

## Diskografi
Följande är en lista över album och sånger som har framförts av Bethany Joy Lenz. 

### Preincarnate(2002)
Preincarnate är åtta originella spår, alla är framförda och skrivna av Lenz. Albumet släpptes i en liten upplaga i oktober 2002, och finns inte längre för försäljning. 

#### Låtlista
1. "Overpopulated"
2. "1972"
3. "Day After Today"
4. "Honestly"
5. "Josiah"
6. "Don't Walk Away"
7. "Las Palmas"
8. "Mr. Radioman"

### Come On Home
Come On Home är fyra originella spår, som framförs och har skrivits av Lenz och en Pancho's Lament cover. Albumet släpptes under One Tree Hill Tour's concert. Albumet släpptes endast i en liten upplaga.

#### Låtlista
1. "Songs in my Pockets"
2. "Leaving Town Alive" (Originalet av Pancho's Lament)
3. "Crazy Girls"
4. "Sunday Train"
5. "If You're Missing (Come on Home)"

### The Starter Kit
Lenz skulle göra ett fullt debutalbum för skivbolaget Epic Records under 2006, men fick inte genomföra detta. Under denna tiden hade hon bland annat producenten Ron Aniello (Lifehouse, Guster, Barenaked Ladies). 

#### Låtlista
1. "Songs In My Pockets"
2. "Devil Archerist"
3. "Then Slowly Grows (Come To Me)"
4. "Sunday Storm"
5. "Never Gonna Be (C'mon C'mon)"
6. Quicksand
7. Shiver
8. Blue Sky (Originalet av Patty Griffin)
9. Desperate Gown
10. Patient Man

### Mission Bell (2008)
Everly är en tjejgrupp med Bethany Joy Lenz & hennes vän Amber Sweeney. De gav ut sin debut EP döpt till Mission Bell. Mission Bell är en elektrisktmix av country, folk och pop rock. På EP finns 3 originella spår, alla skrivna och framförda av Lenz och Sweeney.

#### Låtlista
1. "Karen's Café" (Bonuslåt för One Tree Hill)
2. "Hotel Café"
3. "Home Is Me - You Are Mine"
4. "Mrs. Scott"
5. "Scheming Stars"
6. "Stars"
7. "Little Children"

### One Tree Hill, Volume 1
Musik från TV  One Tree Hill, Volume 1 är en sammanställning av musiken som spelas i dramaserien One Tree Hill. Den släpptes 25 januari 2005 av Maverick Records på skivan finns en duett av Bethany Joy Lenz och Tyler Hilton. 

#### Låtlista
1. Gavin DeGraw - "I Don't Want to Be" (live)
2. The Wreckers - "The Good Kind"
3. Jimmy Eat World - "Kill"
4. Travis - "Re-Offender"
5. The Get Up Kids - "Overdue"
6. Rock 'n' Roll Soldiers - "Funny Little Feeling"
7. Tyler Hilton - "Glad" (akustisk)
8. 22-20s - "Shoot Your Gun"
9. Story of the Year - "Sidewalks"
10. "When the Stars Go Blue" (med Tyler Hilton; Originalet av Ryan Adams)
11. Keane - "Everybody's Changing"
12. Butch Walker - "Mixtape"
13. Sheryl Crow - "The First Cut Is the Deepest" (akustisk)
14. Trespassers William - "Lie in the Sound"

### Friends With Benefit
Friends With Benefit släpptes den 7 februari, 2006, vinsten på denna cd gick till "The National Breast Cancer Foundation" (Bröstcancerfonden). Volume II: Friends With Benefit har bland annat låten Halo som sjungs av Bethany Joy Lenz, det är credit här under som Haley James Scott. 

#### Låtlista
1. Feeder - "Feeling a Moment"
2. Jack's Mannequin - "The Mixed Tape"
3. Audioslave - "Be Yourself"
4. Nada Surf - "Always Love"
5. Gavin DeGraw - "Jealous Guy"
6. Citizen Cope - "Son's Gonna Rise"
7. Hot Hot Heat - "Middle of Nowhere"
8. Tyler Hilton - "Missing You"
9. MoZella - "Light Years Away"
10. Shout Out Louds - "Please Please Please"
11. Fall Out Boy - "I've Got a Dark Alley and a Bad Idea That Says You Should Shut Your Mouth (Summer Song)"
12. Jimmy Eat World - "23"
13. Haley James Scott - "Halo" (komponerad av Kara Dioguardi/Matthew Gerrard)
14. Michelle Featherstone - "Coffee & Cigarettes"
15. Strays Don't Sleep - "For Blue Skies"

### Övrig musik

#### Låtar från "One Tree Hill Tour" (2005)
- "John & Junior"
- "Oh God / Foolish Heart"
- "Family Secrets"
- "Moving Out" (Originalet av Billy Joel)
- "King of Wishful Thinking" (Originalet av Go West)

#### Låtar från One Tree Hill
- "Elsewhere" (Originalet av Sarah McLachlan)
- "I Shall Believe" (Originalet av Sheryl Crow)
- "Let Me Fall"
- "Let the Fire Start"
- "Feel This" (feat. Enation)
- "Halo"
- "When the Stars go Blue" (Originalet av Ryan Adams)
- "I Want Something That I Want" Grace Potter & Bethany Joy Lenz
- "Karen's Cafe"

#### Låtar frånTen Inch Hero
- The Long Way
- Get Your Love
- Something Familiar

#### Blandade låtar
- "Ebony and Ivory" (originalet av Paul McCartney)
- "All Along" (med Danny The Farrow Anniello)
- "Safe"
- "The Lonliness Is Better Near Now"
- "One More Thing"
- "Ophelia"